# Nordische Skiweltmeisterschaften 2023/Skispringen
Bei den Nordischen Skiweltmeisterschaften 2023 in Planica wurden jeweils drei Wettbewerbe im Skispringen der Männer und Frauen ausgetragen.
Darüber hinaus wurde ein Mixed-Wettkampf im Skispringen ausgetragen.

## Herren

### Normalschanze (HS 102)
Auf der Normalschanze gelang es dem Sieger von 2021 Piotr Żyła seinen Titel zu  verteidigen.
| Platz                               | Land                | Sportler                  | Weiten [m]  | Punkte       |
| ----------------------------------- | ------------------- | ------------------------- | ----------- | ------------ |
| 1                                   | Polen               | Piotr Żyła                | 097,5/105,0 | 261,8        |
| 2                                   | Deutschland         | Andreas Wellinger         | 101,0/102,0 | 259,2        |
| 3                                   | Deutschland         | Karl Geiger               | 100,0/101,5 | 257,7        |
| 4                                   | Österreich          | Stefan Kraft              | 102,5/99,0  | 257,3        |
| 5                                   | Polen               | Dawid Kubacki             | 097,0/102,0 | 256,9        |
| 6                                   | Polen               | Kamil Stoch               | 099,0/102,0 | 256,3        |
| 7                                   | Deutschland         | Constantin Schmid         | 097,5/101,0 | 253,8        |
| 8                                   | Österreich          | Jan Hörl                  | 096,0/101,0 | 253,3        |
| 9                                   | Slowenien           | Anže Lanišek              | 099,5/100,0 | 251,9        |
| 10                                  | Slowenien           | Timi Zajc                 | 099,0/101,0 | 251,7        |
| 11                                  | Norwegen            | Halvor Egner Granerud     | 096,5/97,5  | 251,6        |
| 12                                  | Norwegen            | Johann André Forfang      | 097,5/97,5  | 244,3        |
| 13                                  | Deutschland         | Markus Eisenbichler       | 100,0/98,0  | 243,0        |
| 14                                  | Österreich          | Daniel Tschofenig         | 099,0/92,0  | 242,7        |
| 15                                  | Österreich          | Michael Hayböck           | 098,5/93,0  | 239,3        |
| 16                                  | Polen               | Paweł Wąsek               | 093,5/96,0  | 236,8        |
| 17                                  | Slowenien           | Lovro Kos                 | 095,5/97,0  | 236,7        |
| 17                                  | Ukraine             | Jewhen Marussjak          | 097,5/103,0 | 236,7        |
| 19                                  | Schweiz             | Gregor Deschwanden        | 097,5/93,5  | 235,7        |
| 20                                  | Polen               | Aleksander Zniszczoł      | 097,5/93,0  | 235,6        |
| 21                                  | Norwegen            | Kristoffer Eriksen Sundal | 097,5/91,0  | 233,9        |
| 22                                  | Norwegen            | Marius Lindvik            | 097,0/93,0  | 233,5        |
| 23                                  | Slowenien           | Žiga Jelar                | 096,0/90,0  | 232,8        |
| 24                                  | Finnland            | Antti Aalto               | 091,5/90,5  | 232,4        |
| 25                                  | Japan               | Naoki Nakamura            | 093,0/91,5  | 229,8        |
| 26                                  | Vereinigte Staaten  | Andrew Urlaub             | 098,0/91,5  | 227,1        |
| 27                                  | Finnland            | Niko Kytösaho             | 096,5/91,0  | 226,6        |
| 28                                  | Schweiz             | Simon Ammann              | 097,5/87,0  | 226,5        |
| 29                                  | Türkei              | Fatih Arda İpcioğlu       | 093,0/87,0  | 220,8        |
| 30                                  | Japan               | Ryōyū Kobayashi           | 097,0/DSQ   | 126,7        |
| Nach dem 1. Durchgang ausgeschieden |                     |                           |             |              |
| 31                                  | Estland             | Artti Aigro               | 093,0       | 116,1        |
| 32                                  | Bulgarien           | Wladimir Sografski        | 099,5       | 115,6        |
| 33                                  | Schweiz             | Killian Peier             | 093,5       | 114,2        |
| 34                                  | Finnland            | Eetu Nousiainen           | 091,0       | 113,5        |
| 35                                  | Schweiz             | Remo Imhof                | 094,5       | 112,9        |
| 36                                  | Rumänien            | Daniel Andrei Cacina      | 096,0       | 112,7        |
| 37                                  | Finnland            | Vilho Palosaari           | 094,0       | 112,4        |
| 38                                  | Kanada              | Mackenzie Boyd-Clowes     | 092,5       | 112,2        |
| 39                                  | Vereinigte Staaten  | Casey Larson              | 092,5       | 108,7        |
| 40                                  | Italien             | Francesco Cecon           | 094,5       | 107,8        |
| 41                                  | Italien             | Giovanni Bresadola        | 087,5       | 107,7        |
| 42                                  | Vereinigte Staaten  | Erik Belshaw              | 092,0       | 106,6        |
| 43                                  | Japan               | Ren Nikaidō               | 091,5       | 105,9        |
| 44                                  | Italien             | Alex Insam                | 090,5       | 105,8        |
| 45                                  | Vereinigte Staaten  | Decker Dean               | 090,0       | 105,0        |
| 46                                  | Tschechien          | Roman Koudelka            | 090,0       | 104,5        |
| 47                                  | Japan               | Junshirō Kobayashi        | 089,0       | 104,4        |
| 48                                  | Tschechien          | Radek Rýdl                | 091,0       | 102,9        |
| 49                                  | Rumänien            | Mihnea Alexandru Spulber  | 087,5       | 101,1        |
| 50                                  | Kasachstan          | Danil Wassiljew           | 089,5       | 96,1         |
| Nicht qualifiziert                  | Nicht qualifiziert  | Nicht qualifiziert        | Weite Quali | Punkte Quali |
| 51                                  | Ukraine             | Witalij Kalinitschenko    | 090,0       | 107,4        |
| 52                                  | Estland             | Kevin Maltsev             | 090,0       | 106,5        |
| 53                                  | Kasachstan          | Sabyrschan Muminow        | 089,0       | 106,4        |
| 54                                  | Türkei              | Muhammed Ali Bedir        | 088,0       | 105,5        |
| 55                                  | Rumänien            | Nicolae Sorin Mitrofan    | 086,0       | 104,3        |
| 56                                  | Kasachstan          | Sergei Tkatschenko        | 086,0       | 101,7        |
| 57                                  | Volksrepublik China | Zhen Weijie               | 089,0       | 101,5        |
| 58                                  | Volksrepublik China | Song Qiwu                 | 084,0       | 96,1         |
| 59                                  | Kasachstan          | Swjatoslaw Nasarenko      | 083,5       | 92,9         |
| 60                                  | Rumänien            | Andrei Feldorean          | 083,5       | 92,0         |
| 61                                  | Volksrepublik China | Zhou Xiaoyang             | 079,0       | 78,0         |
| 62                                  | Georgien            | Alan Gobosowi             | 067,0       | 58,7         |

Weltmeister 2021:  Piotr Żyła
Datum: 25. Februar 2023
Normalschanze Srednja skakalnica HS 102
Quelle

### Großschanze (HS 138)
| Platz                               | Land                | Sportler                  | Weiten [m]  | Punkte       |
| ----------------------------------- | ------------------- | ------------------------- | ----------- | ------------ |
| 1                                   | Slowenien           | Timi Zajc                 | 137,5/137,0 | 287,5        |
| 2                                   | Japan               | Ryōyū Kobayashi           | 135,0/129,5 | 276,8        |
| 3                                   | Polen               | Dawid Kubacki             | 129,0/135,0 | 276,2        |
| 4                                   | Polen               | Kamil Stoch               | 131,5/134,5 | 272,1        |
| 5                                   | Deutschland         | Markus Eisenbichler       | 131,0/136,0 | 271,4        |
| 6                                   | Österreich          | Stefan Kraft              | 125,5/136,0 | 270,9        |
| 7                                   | Norwegen            | Halvor Egner Granerud     | 131,0/130,0 | 269,2        |
| 8                                   | Deutschland         | Karl Geiger               | 137,5/133,5 | 268,9        |
| 9                                   | Polen               | Piotr Żyła                | 128,5/133,5 | 266,0        |
| 10                                  | Norwegen            | Johann André Forfang      | 131,5/133,5 | 263,3        |
| 11                                  | Slowenien           | Anže Lanišek              | 124,5/133,0 | 263,1        |
| 12                                  | Österreich          | Daniel Tschofenig         | 134,0/130,0 | 261,6        |
| 13                                  | Deutschland         | Andreas Wellinger         | 127,5/130,5 | 261,4        |
| 14                                  | Österreich          | Jan Hörl                  | 130,0/130,0 | 257,1        |
| 15                                  | Österreich          | Michael Hayböck           | 129,0/129,5 | 253,0        |
| 16                                  | Slowenien           | Žiga Jelar                | 126,5/128,5 | 251,8        |
| 17                                  | Deutschland         | Constantin Schmid         | 127,5/130,0 | 250,0        |
| 18                                  | Norwegen            | Kristoffer Eriksen Sundal | 125,0/130,0 | 249,8        |
| 19                                  | Norwegen            | Marius Lindvik            | 128,0/129,5 | 249,7        |
| 20                                  | Österreich          | Manuel Fettner            | 128,0/128,0 | 249,4        |
| 21                                  | Slowenien           | Domen Prevc               | 130,0/127,5 | 246,8        |
| 22                                  | Schweiz             | Simon Ammann              | 127,5/128,0 | 245,7        |
| 23                                  | Polen               | Aleksander Zniszczoł      | 124,5/127,0 | 244,6        |
| 24                                  | Schweiz             | Gregor Deschwanden        | 126,0/124,5 | 240,6        |
| 25                                  | Estland             | Artti Aigro               | 125,5/126,5 | 238,5        |
| 26                                  | Vereinigte Staaten  | Erik Belshaw              | 126,0/127,5 | 237,6        |
| 27                                  | Ukraine             | Jewhen Marussjak          | 125,0/130,0 | 235,7        |
| 28                                  | Finnland            | Niko Kytösaho             | 123,0/128,0 | 234,9        |
| 29                                  | Japan               | Naoki Nakamura            | 123,5/124,0 | 230,5        |
| 30                                  | Finnland            | Eetu Nousiainen           | 125,5/119,5 | 214,6        |
| Nach dem 1. Durchgang ausgeschieden |                     |                           |             |              |
| 31                                  | Finnland            | Antti Aalto               | 120,0       | 111,3        |
| 32                                  | Japan               | Ren Nikaidō               | 121,5       | 110,2        |
| 33                                  | Kanada              | Mackenzie Boyd-Clowes     | 119,0       | 109,2        |
| 34                                  | Japan               | Junshirō Kobayashi        | 119,0       | 107,6        |
| 35                                  | Bulgarien           | Wladimir Sografski        | 119,0       | 107,3        |
| 36                                  | Vereinigte Staaten  | Casey Larson              | 120,0       | 105,5        |
| 37                                  | Türkei              | Fatih Arda İpcioğlu       | 118,0       | 105,2        |
| 38                                  | Ukraine             | Witalij Kalinitschenko    | 121,5       | 105,1        |
| 39                                  | Vereinigte Staaten  | Decker Dean               | 120,5       | 104,4        |
| 40                                  | Italien             | Alex Insam                | 119,5       | 104,0        |
| 41                                  | Italien             | Francesco Cecon           | 119,5       | 103,9        |
| 42                                  | Tschechien          | Roman Koudelka            | 118,0       | 101,7        |
| 43                                  | Kasachstan          | Danil Wassiljew           | 118,5       | 100,9        |
| 44                                  | Schweiz             | Remo Imhof                | 119,5       | 100,3        |
| 45                                  | Italien             | Giovanni Bresadola        | 114,5       | 93,9         |
| 46                                  | Finnland            | Vilho Palosaari           | 114,0       | 92,9         |
| 47                                  | Schweiz             | Killian Peier             | 115,0       | 92,1         |
| 48                                  | Tschechien          | Radek Rýdl                | 113,5       | 88,5         |
| 49                                  | Rumänien            | Daniel Andrei Cacina      | 113,5       | 88,4         |
| 50                                  | Rumänien            | Mihnea Alexandru Spulber  | 109,5       | 80,6         |
| Nicht qualifiziert                  | Nicht qualifiziert  | Nicht qualifiziert        | Weite Quali | Punkte Quali |
| 51                                  | Estland             | Kevin Maltsev             | 111,0       | 85,6         |
| 52                                  | Türkei              | Muhammed Ali Bedir        | 110,0       | 81,7         |
| 53                                  | Kasachstan          | Sergei Tkatschenko        | 111,0       | 79,2         |
| 54                                  | Kasachstan          | Sabyrschan Muminow        | 111,0       | 78,8         |
| 55                                  | Rumänien            | Andrei Feldorean          | 107,5       | 77,5         |
| 56                                  | Kasachstan          | Nikita Dewjatkin          | 106,0       | 72,7         |
| 57                                  | Volksrepublik China | Song Qiwu                 | 103,5       | 65,4         |
| 58                                  | Volksrepublik China | Zhen Weijie               | 104,5       | 63,5         |
| 59                                  | Volksrepublik China | Zhou Xiaoyang             | 102,0       | 60,1         |
| 60                                  | Georgien            | Alan Gobosowi             | 91,5        | 41,0         |
|                                     | Vereinigte Staaten  | Andrew Urlaub             | DSQ         | DSQ          |
|                                     | Rumänien            | Nicolae Sorin Mitrofan    | NPS         | NPS          |

Weltmeister 2021:  Stefan Kraft
Datum: 3. März 2023
Großschanze Bloudkova velikanka HS 138
Quelle

### Team Großschanze (HS 138)
| Platz | Land        | Sportler                                                                            | Weiten [m]                                      | Punkte |
| ----- | ----------- | ----------------------------------------------------------------------------------- | ----------------------------------------------- | ------ |
| 1     | Slowenien   | Lovro Kos Žiga Jelar Timi Zajc Anže Lanišek                                         | 135,0/131,0 133,5/138,0 132,0/136,0 138,0/135,5 | 1178,9 |
| 2     | Norwegen    | Johann Andre Forfang Kristoffer Eriksen Sundal Marius Lindvik Halvor Egner Granerud | 137,0/139,5 133,5/133,5 125,5/131,5 136,5/135,5 | 1166,0 |
| 3     | Österreich  | Daniel Tschofenig Michael Hayböck Jan Hörl Stefan Kraft                             | 136,0/135,5 134,0/136,0 126,5/129,5 135,0/127,0 | 1139,4 |
| 4     | Polen       | Kamil Stoch Piotr Żyła Aleksander Zniszczoł Dawid Kubacki                           | 136,0/135,0 131,5/133,0 122,0/131,5 137,0/128,5 | 1129,1 |
| 5     | Deutschland | Markus Eisenbichler Constantin Schmid Andreas Wellinger Karl Geiger                 | 137,0/130,5 133,0/129,5 126,5/131,0 136,0/135,5 | 1127,7 |
| 6     | Schweiz     | Gregor Deschwanden Killian Peier Remo Imhof Simon Ammann                            | 128,5/129,5 122,0/118,0 123,0/121,5 129,5/127,5 | 1012,2 |
| 7     | Japan       | Naoki Nakamura Junshirō Kobayashi Ren Nikaidō Ryōyū Kobayashi                       | 124,0/122,5 123,0/117,0 118,0/124,0 133,0/136,0 | 1011,0 |
| 8     | USA         | Decker Dean Casey Larson Andrew Urlaub Erik Belshaw                                 | 117,0/120,0 124,5/122,0 125,5/118,0 126,5/129,0 | 975,4  |
|       |             |                                                                                     |                                                 |        |
| 9     | Finnland    | Eetu Nousiainen Vilho Palosaari Antti Aalto Niko Kytösaho                           | 125,0 116,5 117,0 124,5                         | 483,7  |
| 10    | Rumänien    | Andrei Feldorean Nicolae Sorin Mitrofan Mihnea Spulber Daniel Cacina                | 110,0 112,0 100,5 117,0                         | 384,7  |
| 11    | Kasachstan  | Swjatoslaw Nasarenko Sabyrschan Muminow Sergei Tkatschenko Danil Wassiljew          | DSQ 109,0 105,0 120,0                           | 298,9  |

Weltmeister 2021:  | Pius Paschke, Severin Freund, Markus Eisenbichler, Karl Geiger
Datum: 4. März 2023
Großschanze HS 138
Quelle

## Damen

### Normalschanze (HS 102)
| Platz                             | Land                | Athletin             | Weiten [m]  | Punkte       |
| --------------------------------- | ------------------- | -------------------- | ----------- | ------------ |
| 1                                 | Deutschland         | Katharina Althaus    | 098,5/097,0 | 249,1        |
| 2                                 | Österreich          | Eva Pinkelnig        | 096,5/100,0 | 246,9        |
| 3                                 | Norwegen            | Anna Odine Strøm     | 100,0/095,0 | 246,0        |
| 4                                 | Deutschland         | Selina Freitag       | 097,0/098,0 | 240,6        |
| 5                                 | Norwegen            | Thea Minyan Bjørseth | 095,0/097,5 | 239,3        |
| 6                                 | Japan               | Yuki Itō             | 092,5/094,5 | 229,3        |
| 7                                 | Norwegen            | Maren Lundby         | 094,5/094,0 | 227,4        |
| 8                                 | Japan               | Nozomi Maruyama      | 094,0/097,0 | 227,0        |
| 9                                 | Deutschland         | Anna Rupprecht       | 095,0/096,0 | 226,4        |
| 10                                | Kanada              | Abigail Strate       | 093,0/093,0 | 224,2        |
| 11                                | Slowenien           | Nika Križnar         | 092,5/095,0 | 223,6        |
| 11                                | Österreich          | Julia Mühlbacher     | 092,5/092,0 | 223,6        |
| 13                                | Frankreich          | Joséphine Pagnier    | 092,0/093,5 | 219,6        |
| 14                                | Österreich          | Chiara Kreuzer       | 090,5/091,5 | 219,0        |
| 15                                | Deutschland         | Luisa Görlich        | 091,5/090,5 | 215,4        |
| 16                                | Finnland            | Jenny Rautionaho     | 092,0/087,5 | 213,4        |
| 17                                | Slowenien           | Nika Prevc           | 088,0/094,5 | 212,0        |
| 18                                | Italien             | Lara Malsiner        | 090,0/092,0 | 211,7        |
| 19                                | Slowenien           | Ema Klinec           | 090,5/091,5 | 211,0        |
| 20                                | Japan               | Sara Takanashi       | 093,5/089,0 | 210,9        |
| 21                                | Norwegen            | Eirin Maria Kvandal  | 093,0/089,0 | 210,5        |
| 22                                | Rumänien            | Daniela Haralambie   | 090,0/092,0 | 210,4        |
| 23                                | Österreich          | Marita Kramer        | 092,0/093,0 | 209,3        |
| 24                                | Volksrepublik China | Liu Qi               | 090,0/092,0 | 205,3        |
| 25                                | Slowenien           | Katra Komar          | 088,5/089,0 | 203,8        |
| 26                                | Kanada              | Alexandria Loutitt   | 096,5/085,5 | 202,9        |
| 27                                | Japan               | Yūka Setō            | 090,0/088,0 | 201,4        |
| 28                                | Italien             | Jessica Malsiner     | 091,0/088,0 | 200,8        |
| 29                                | Slowenien           | Maja Vtič            | 091,0/085,5 | 199,2        |
| 30                                | Volksrepublik China | Li Xueyao            | 087,0/085,5 | 188,7        |
| Im ersten Durchgang ausgeschieden |                     |                      |             |              |
| 31                                | Vereinigte Staaten  | Annika Belshaw       | 085,0       | 095,2        |
| 32                                | Tschechien          | Karolína Indráčková  | 085,0       | 095,0        |
| 33                                | Frankreich          | Julia Clair          | 085,5       | 092,6        |
| 34                                | Polen               | Nicole Konderla      | 085,5       | 092,4        |
| 35                                | Tschechien          | Klára Ulrichová      | 084,5       | 091,9        |
| 36                                | Tschechien          | Anežka Indráčková    | 083,5       | 090,0        |
| 37                                | Volksrepublik China | Peng Qingyue         | 083,5       | 089,4        |
| 38                                | Vereinigte Staaten  | Paige Jones          | 084,0       | 087,8        |
| 39                                | Kanada              | Natalie Eilers       | 081,0       | 084,6        |
| 40                                | Volksrepublik China | Wang Liangyao        | 082,0       | 081,3        |
| Nicht qualifiziert                | Nicht qualifiziert  | Nicht qualifiziert   | Weite Quali | Punkte Quali |
| 41                                | Vereinigte Staaten  | Josie Johnson        | 082,0       | 086,8        |
| 42                                | Schweiz             | Sina Arnet           | 080,5       | 084,6        |
| 43                                | Polen               | Kinga Rajda          | 081,0       | 083,7        |
| 44                                | Schweiz             | Emely Torazza        | 079,5       | 082,1        |
| 45                                | Frankreich          | Emma Chervet         | 079,0       | 080,2        |
| 46                                | Frankreich          | Lilou Zepchi         | 077,0       | 079,8        |
| 47                                | Finnland            | Julia Kykkänen       | 077,0       | 079,2        |
| 48                                | Kanada              | Nicole Maurer        | 079,0       | 078,3        |
| 49                                | Vereinigte Staaten  | Samantha Macuga      | 076,5       | 078,1        |
| 50                                | Polen               | Anna Twardosz        | 078,0       | 076,6        |
| 51                                | Polen               | Paulina Cieślar      | 075,5       | 075,5        |
| 52                                | Rumänien            | Alessia Mîțu-Coșca   | 077,5       | 073,2        |
| 53                                | Kasachstan          | Weronika Schischkina | 071,5       | 063,2        |
| 54                                | Ukraine             | Tetjana Pylyptschuk  | 071,0       | 058,4        |
| 55                                | Ukraine             | Schanna Hluchowa     | 070,0       | 057,2        |
| 56                                | Kasachstan          | Marija Judakowa      | 063,5       | 042,3        |
| 57                                | Georgien            | Esmeralda Gobosowa   | 063,0       | 040,4        |

Weltmeisterin 2021:  Ema Klinec
Gemeldet: 40 Athletinnen, nicht gestartet: 0, gewertet: 40
Datum: 23. Februar 2023

Normalschanze HS 102

### Großschanze (HS 138)
| Platz                         | Land                | Athletin             | Weiten [m]  | Punkte       |
| ----------------------------- | ------------------- | -------------------- | ----------- | ------------ |
| 1                             | Kanada              | Alexandria Loutitt   | 134,5/136,5 | 264,4        |
| 2                             | Norwegen            | Maren Lundby         | 139,5/133,0 | 254,0        |
| 3                             | Deutschland         | Katharina Althaus    | 120,5/128,0 | 245,9        |
| 4                             | Japan               | Nozomi Maruyama      | 129,0/125,5 | 242,9        |
| 5                             | Norwegen            | Anna Odine Strøm     | 121,0/122,5 | 240,9        |
| 6                             | Österreich          | Eva Pinkelnig        | 121,0/123,0 | 237,9        |
| 7                             | Slowenien           | Ema Klinec           | 117,0/131,5 | 236,5        |
| 8                             | Norwegen            | Thea Minyan Bjørseth | 124,0/126,0 | 230,7        |
| 9                             | Österreich          | Chiara Kreuzer       | 122,5/126,0 | 228,7        |
| 10                            | Slowenien           | Nika Križnar         | 118,0/128,5 | 227,8        |
| 11                            | Japan               | Yuki Itō             | 116,0/122,5 | 224,9        |
| 12                            | Österreich          | Marita Kramer        | 126,5/122,5 | 224,0        |
| 13                            | Finnland            | Jenny Rautionaho     | 126,0/124,5 | 223,1        |
| 14                            | Frankreich          | Joséphine Pagnier    | 128,0/121,0 | 221,6        |
| 15                            | Kanada              | Abigail Strate       | 116,0/123,5 | 215,3        |
| 16                            | Norwegen            | Silje Opseth         | 114,0/128,5 | 211,0        |
| 17                            | Frankreich          | Julia Clair          | 116,0/122,5 | 207,5        |
| 18                            | Österreich          | Julia Mühlbacher     | 109,5/119,5 | 205,2        |
| 19                            | Deutschland         | Selina Freitag       | 110,0/124,0 | 202,8        |
| 20                            | Volksrepublik China | Liu Qi               | 114,0/123,5 | 201,1        |
| 21                            | Rumänien            | Daniela Haralambie   | 114,0/118,5 | 198,9        |
| 22                            | Italien             | Lara Malsiner        | 112,0/120,5 | 198,5        |
| 23                            | Polen               | Kinga Rajda          | 115,0/118,5 | 198,0        |
| 24                            | Slowenien           | Maja Vtič            | 116,5/118,0 | 195,6        |
| 25                            | Japan               | Yūka Setō            | 117,5/116,0 | 194,6        |
| 26                            | Deutschland         | Pauline Heßler       | 106,0/115,0 | 192,8        |
| 27                            | Japan               | Ringo Miyajima       | 115,0/111,5 | 192,5        |
| 28                            | Finnland            | Julia Kykkänen       | 112,0/114,5 | 188,5        |
| 29                            | Italien             | Jessica Malsiner     | 106,0/117,0 | 180,9        |
| 30                            | Tschechien          | Klára Ulrichová      | 108,5/112,0 | 176,7        |
| Im 1. Durchgang ausgeschieden |                     |                      |             |              |
| 31                            | Volksrepublik China | Wang Lianyao         | 104,5       | 083,7        |
| 32                            | Vereinigte Staaten  | Annika Belshaw       | 108,0       | 083,5        |
| 33                            | Schweiz             | Sina Arnet           | 101,5       | 082,5        |
| 34                            | Tschechien          | Karolína Indráčková  | 100,5       | 080,2        |
| 35                            | Volksrepublik China | Li Xueyao            | 098,0       | 079,6        |
| 36                            | Schweiz             | Emely Torazza        | 098,0       | 079,1        |
| 36                            | Vereinigte Staaten  | Samantha Macuga      | 096,5       | 079,1        |
| 38                            | Polen               | Nicole Konderla      | 102,5       | 078,4        |
| 39                            | Volksrepublik China | Zeng Ping            | 105,0       | 077,9        |
| 40                            | Slowenien           | Nika Prevc           | 103,5       | 072,2        |
| Nicht qualifiziert            | Nicht qualifiziert  | Nicht qualifiziert   | Weite Quali | Punkte Quali |
| 41                            | Kanada              | Natalie Eilers       | 105,0       | 060,6        |
| 42                            | Deutschland         | Anna Rupprecht       | 113,00      | 060,1        |
| 43                            | Tschechien          | Anežka Indráčková    | 106,5       | 059,8        |
| 44                            | Rumänien            | Alessia Mîțu-Coșca   | 099,5       | 056,3        |
| 45                            | Polen               | Paulina Cieślar      | 100,0       | 053,6        |
| 46                            | Vereinigte Staaten  | Josie Johnson        | 101,0       | 051,7        |
| 47                            | Kanada              | Nicole Maurer        | 097,0       | 044,2        |
| 48                            | Polen               | Anna Twardosz        | 091,0       | 039,9        |
| 49                            | Kasachstan          | Weronika Schischkina | 090,5       | 031,5        |
| 50                            | Vereinigte Staaten  | Paige Jones          | 099,0       | 026,3        |

Weltmeisterin 2021:  Maren Lundby
Gemeldet: 40 Athletinnen, nicht gestartet: 0, gewertet: 40
Datum: 1. März 2023

Großschanze HS 138

### Team Normalschanze (HS 102)
| Platz | Land                | Sportlerinnen                                                            | Weiten [m]                              | Punkte |
| ----- | ------------------- | ------------------------------------------------------------------------ | --------------------------------------- | ------ |
| 1     | Deutschland         | Anna Rupprecht Luisa Görlich Selina Freitag Katharina Althaus            | 92,5/99,0 87,5/92,5 91,0/97,0 97,0/94,5 | 843,8  |
| 2     | Österreich          | Chiara Kreuzer Julia Mühlbacher Jacqueline Seifriedsberger Eva Pinkelnig | 89,5/95,0 93,0/96,5 84,0/89,5 97,0/98,0 | 831,1  |
| 3     | Norwegen            | Maren Lundby Eirin Maria Kvandal Thea Minyan Bjørseth Anna Odine Strøm   | 89,0/95,0 91,5/91,5 91,0/93,5 99,0/95,0 | 828,6  |
| 4     | Slowenien           | Maja Vtič Ema Klinec Nika Prevc Nika Križnar                             | 88,0/94,0 92,5/94,0 88,5/92,0 98,0/96,0 | 819,1  |
| 5     | Japan               | Nozomi Maruyama Yūka Setō Ringo Miyajima Yūki Itō                        | 92,5/98,0 89,5/89,0 89,5/93,0 95,5/96,5 | 804,2  |
| 6     | Kanada              | Natalie Eilers Abigail Strate Nicole Maurer Alexandria Loutitt           | 79,5/88,0 87,5/92,0 78,5/81,0 97,5/97,5 | 705,2  |
| 7     | Frankreich          | Lilou Zepchi Julia Clair Emma Chervet Joséphine Pagnier                  | 69,0/82,5 89,5/91,0 77,5/80,5 91,5/88,5 | 671,6  |
| 8     | Volksrepublik China | Wang Liangyao Li Xueyao Peng Qingyue Liu Qi                              | 82,0/83,5 84,0/87,5 76,0/86,0 87,5/78,5 | 631,6  |
|       |                     |                                                                          |                                         |        |
| 9     | Polen               | Kinga Rajda Paulina Cieślar Anna Twardosz Nicole Konderla                | 79,0 73,5 75,0 82,5                     | 277,6  |
| 10    | Vereinigte Staaten  | Samantha Macuga Josie Johnson Paige Jones Annika Belshaw                 | 74,0 79,0 81,5 DSQ                      | 205,1  |

Weltmeisterinnen 2021:  | Daniela Iraschko-Stolz, Sophie Sorschag, Chiara Hölzl, Marita Kramer
Datum: 25. Februar 2023
Normalschanze HS 102

## Mixed

### Mixed Team Großschanze (HS 138)
Der Wettkampf startete am 26. Februar 2023 um 17 Uhr bei leichtem Schneefall und dauerte bis 19:20 Uhr. Pro Nation traten je zwei Frauen und zwei Männer an. Im ersten Durchgang traten 15 Teams, im zweiten nur noch die besten acht Trams an.
Weltmeister wurde zum fünften Mal in Folge das deutsche Team, das mit 5 von 6 ausgetragenen Mixed-WM Siegen, Rekordsieger ist.
| Platz | Land                | Sportler                                                                            | Weiten [m]                                    | Punkte Einzeln                                  | Punkte |
| ----- | ------------------- | ----------------------------------------------------------------------------------- | --------------------------------------------- | ----------------------------------------------- | ------ |
| 1     | Deutschland         | Selina Freitag Karl Geiger Katharina Althaus Andreas Wellinger                      | 099,0/95,0 092,5/98,0 094,5/102,0 100,0/98,0  | 116,1/122,5 126,0/124,2 130,4/135,9 129,2/132,9 | 1017,2 |
| 2     | Norwegen            | Anna Odine Strøm Johann André Forfang Thea Minyan Bjørseth Halvor Egner Granerud    | 097,0/91,0 092,5/98,0 090,5/99,5 099,0/97,5   | 129,0/122,9 127,7/122,5 121,2/125,5 128,2/127,5 | 1004,5 |
| 3     | Slowenien           | Nika Križnar Timi Zajc Ema Klinec Anže Lanišek                                      | 101,0/101,0 096,5/103,0 088,0/91,0 100,0/98,0 | 121,7/128,3 133,7/132,2 113,8/110,6 132,4/127,7 | 1000,4 |
| 4     | Österreich          | Chiara Kreuzer Jan Hörl Eva Pinkelnig Stefan Kraft                                  | 093,5/97,5 089,5/95,0 098,0/102,0 095,0/98,5  | 112,3/122,3 117,1/123,5 131,2/124,4 124,0/132,7 | 987,5  |
| 5     | Japan               | Nozomi Maruyama Naoki Nakamura Yūki Itō Ryōyū Kobayashi                             | 098,5/99,0 091,5/89,5 092,5/93,0 094,0/95,0   | 116,7/119,8 117,1/108,1 127,2/119,3 117,0/119,7 | 944,9  |
| 6     | Finnland            | Jenny Rautionaho Antti Aalto Julia Kykkänen Niko Kytösaho                           | 087,5/92,0 090,0/92,5 087,5/91,0 091,0/95,0   | 105,7/113,9 109,5/110,7 107,7/106,0 116,1/115,9 | 885,5  |
| 7     | Schweiz             | Emely Torazza Simon Ammann Sina Arnet Gregor Deschwanden                            | 077,5/90,0 095,0/94,0 084,0/88,5 097,0/96,5   | 092,0/108,4 131,6/108,1 097,2/100,0 127,1/114,8 | 879,2  |
| 8     | Polen               | Kinga Rajda Kamil Stoch Nicole Konderla Piotr Żyła                                  | 075,0/79,5 097,5/92,0 083,0/83,0 101,0/99,5   | 076,5/86,8 128,2/113,4 098,7/85,0 128,8/128,6   | 846,0  |
|       |                     |                                                                                     |                                               |                                                 |        |
| 9     | Italien             | Jessica Malsiner Giovanni Bresadola Lara Malsiner Alex Insam                        | 079,5 092,0 087,5 092,0                       | 097,6 113,0 112,1 109,2                         | 431,9  |
| 10    | Vereinigte Staaten  | Annika Belshaw Casey Larson Paige Jones Andrew Urlaub                               | 079,0 089,0 082,0 092,0                       | 093,8 114,2 093,2 111,0                         | 412,2  |
| 11    | Tschechien          | Karolína Indráčková Radek Rýdl Klára Ulrichová Roman Koudelka                       | 085,0 083,5 085,5 085,0                       | 097,2 097,5 099,1 097,7                         | 391,5  |
| 12    | Volksrepublik China | Li Xueyao Zhen Weijie Liu Qi Song Qiwu                                              | 084,5 085,5 092,0 079,0                       | 096,3 086,3 109,9 089,5                         | 382,0  |
| 13    | Rumänien            | Alessia Mîțu-Coșca Mihnea Alexandru Spulber Daniela Haralambie Daniel Andrei Cacina | 075,5 089,5 087,0 085,5                       | 081,6 094,3 097,9 101,3                         | 375,1  |
| 14    | Kasachstan          | Marija Judakowa Sabyrschan Muminow Weronika Schischkina Nikita Dewjatkin            | 066,5 076,0 074,0 089,0                       | 061,3 089,9 075,2 097,6                         | 324,0  |
| 15    | Ukraine             | Schanna Hluchowa Jewhen Marussjak Tetjana Pylyptschuk Witalij Kalinitschenko        | 068,0 079,5 063,5 088,0                       | 061,4 094,7 051,4 108,9                         | 316,4  |

Weltmeister 2021:  Deutschland | Katharina Althaus, Markus Eisenbichler, Anna Rupprecht, Karl Geiger
Datum: 26. Februar 2023
Normalschanze HS 102
Quelle: Offizielle Ergebnisliste